# Едвард Вайда
Едвард Вайда (англ. Edward Vajda) — американський мовознавець родом з сім'ї карпаторусинського походження, фахівець з історичної лінгвістики. Працює в Західному Вашингтонському університеті.
Здобув популярність як автор реконструкції дене-єнісейської мовної сім'ї, в рамках якої загрожені єнісейські мови в Сибіру мали спільного предка з мовами на-дене в Північній Америці (аналогічна ідея висловлювалася раніше в роботах С. Старостіна). 67-сторінкова стаття Вайди була опублікована у 2010 році.
На початку 1990-х рр. почав вивчати кетську мову, брав інтерв'ю у носіїв мови в Німеччині. Пізніше вирушив до Томська для проведення польових робіт з вивчення мови. У серпні 2008 р. першим з американських дослідників відвідав місце, де жили носії кетської мови в Туруханському районі, де проводив активні польові дослідження з живими носіями мови.

### Монографії
- Ket (Languages of the World/Materials Volume 204.) Munich: Lincom Europa, 2004.
- Yeniseian Peoples and Languages: a history of their study with an annotated bibliography and a source guide. Surrey, England: Curzon Press, 2001. (389 pages)
- Ket Prosodic Phonology. (Languages of the World 15.) Munich: Lincom Europa, 2000
- Morfologicheskij slovar’ ketskogo glagola na osnove juzhnoketskogo dialekta [Morphological dictionary of the Ket verb, southern dialect] (co-authored with Marina Zinn), Tomsk: TGPU, 2004. (257 pages)
- Russian Punctuation and Related Symbols (co-authored with V. I. Umanets), Bloomington, Indiana: Slavica Publishers, 2005. (249 pages)

### Редактор збірок
- "Subordination and coordination strategies in North Asian languages. "Current issues in linguistic theory, 300.) Amsterdam & Philadelphia: John Benjamins, 2008. (225 pp.)
- Languages and Prehistory of Central Siberia. (Current issues in linguistic theory, 262.) Amsterdam & Philadelphia: John Benjamins, 2004. (275 pp.)
- Studia Yeniseica: in honor of Heinrich Werner. Language typology and universals 56.1 / 2 (2003). Berlin: Akademie Verlag. (Co-edited with Gregory Anderson.)

### Статті в рецензованих журналах
- "Ket shamanism. "Shaman 18.1 / 2: 125—143 (2010).
- "A Siberian link with the Na-Dene. "Anthropological Papers of the University of Alaska, Volume 5, New Series. (2010): 31-99.
- "Yeniseian, Na-Dene, and Historical Linguistics. "Anthropological Papers of the University of Alaska, Volume 5, New Series. (2010): 100—118.
- "Dene-Yeniseian and Processes of Deep Change in Kin Terminologies. "Anthropological Papers of the University of Alaska, Volume 5, New Series. (2010): 120—236. (co-authored with John W. Ives and Sally Rice)
- "The languages of Siberia. "Linguistic Compass 2 (2008): 1-19.
- «Yeniseic diathesis» Language Typology 9 (2005): 327—339. (Review article of Die Diathese in den Jenissej-Sprachen aus typologischer Sicht, H. Werner).
- "Ket verb structure in typological perspective. "Sprachtypologie und Universalienforschung 56.1 / 2 (2003): 55-92. Berlin: Akademie Verlag.
- "The role of position class in Ket verb morphophonology. "Word 52/3: 369—436 (2001).
- "Actant conjugations in the Ket verb. "Voprosy jazykoznanija [Linguistic Inquiry] 67/3 (2000): 21-41. Moscow: Nauka.